# Dihidrotestosterona
Dihidrotestosterona (DHT) de nombre completo: 5α-Dihidrotestosterona, abreviado como 5α-DHT o androstanolona según la INN, es un andrógeno, metabolito biológico activo de la hormona testosterona, sintetizada principalmente en la próstata, testículos, folículos pilosos y cápsulas suprarrenales por la enzima 5α-reductasa. Esta enzima reduce el doble enlace 4,5 de la hormona testosterona.

## Efectos en el desarrollo sexual

Testosterona. Nota la diferencia significativa - el doble enlace 4,5 en el anillo A (izquierda).

En los hombres, aproximadamente el 5% de la testosterona es sometida a una reducción-5α para formar un andrógeno más potente, la dihidrotestosterona. La DHT tiene una afinidad para el receptor androgénico tres veces más alta que la testosterona y 15-30 veces más alta que los andrógenos suprarrenales. Durante la embriogénesis, la DHT tiene un rol esencial en la formación de los genitales externos masculinos, y en el adulto actúa como el andrógeno principal en la próstata y folículos pilosos.
Un ejemplo que ilustra la significancia de la DHT para el desarrollo de las características sexuales secundarias es la enfermedad congénita deficiencia de 5-alfa-reductasa, que puede provocar seudohermafroditismo. Esta patología se manifiesta exclusivamente en varones que presentan escaso desarrollo de los genitales masculinos y la próstata. Estos individuos son usualmente criados como niñas debido a la falta de genitales masculinos visibles. En el inicio de la pubertad, aun cuando sus niveles de DHT se mantienen muy bajos, sus niveles de testosterona se elevan normalmente. Su musculatura se desarrolla igual que al resto de los adultos. Después de la pubertad, los hombres con esta enfermedad tienen muy poco vello púbico y corporal, y no tienen incidencia de alopecia androgénica.
A diferencia de otros andrógenos como la testosterona, la DHT no puede ser transformada en estradiol por la enzima aromatasa. Este hecho es usado frecuentemente en contextos de investigación para distinguir entre los efectos de la testosterona unida a un receptor de andrógenos y a los causados por la testosterona transformada a estradiol y posteriormente unida a los receptores de estrógeno.

## Patología
En el hombre, la DHT es el factor principal de la aparición de la alopecia androgénica. Sin embargo, la alopecia femenina es más compleja, y la DHT es solo una de las varias causas posibles. Los niveles elevados de DHT en la mujer pueden provocar el desarrollo de caracteres sexuales masculinos andróginos, incluyendo un agravamiento de la voz o la presencia de vello facial. 
La DHT juega un papel en el desarrollo y exacerbación de la hiperplasia benigna de próstata, como también en el cáncer prostático mediante la ampliación de esta glándula.
Sin embargo, existe evidencia que la DHT tiene, paradójicamente, efectos casi nulos sobre el crecimiento de la próstata. Este descubrimiento ha abierto el debate sobre el uso de la DHT en vez de la testosterona en terapias de reemplazo de andrógenos. El crecimiento prostático y la diferenciación son altamente dependientes de las hormonas sexuales, particularmente la DHT.
La DHT también es conocida por su participación en el desarrollo de algunos casos de acné.

## Tratamiento
Los inhibidores de la 5α-reductasa se utilizan principalmente para el tratamiento de dos condiciones, la alopecia androgénica y la hiperplasia benigna de próstata. Estos incluyen la finasterida, prescrita para ambas condiciones, y la dutasterida, prescrita principalmente para la hiperplasia benigna prostática. La Dutasterida es tres veces más potente que la finasterida inhibiendo la enzima de tipo II y 100 veces más potente inhibiendo la enzima de tipo I. Actualmente, la administración de DHT no es frecuente en el tratamiento contra la deficiencia de andrógenos.

## Investigación reciente
Según los científicos de la Escuela de Medicina de la Universidad de Boston, los fármacos del tipo inhibidores de la 5a reductasa (5a-RIs), entre los que se encuentran el finasteride (de nombre comercial Propecia y Proscar) y la dutasterida, podrían causar pérdida de libido, disfunción eréctil, disfunción eyaculatoria , potencial depresión en algunos hombres y ginecomastia.

## Metabolismo
La DHT es convertida a 3α-Androstanediol y 3β-Androstanediol.